# Infiltrato
Infiltrato è un film per la televisione del 1996 diretto da Claudio Sestrieri.
Nel cast compaiono Fabrizio Vitale, Ilaria Borrelli, Barbora Bobuľová, Marco Giallini e Giulio Guglielmann.